# Canoa Quebrada

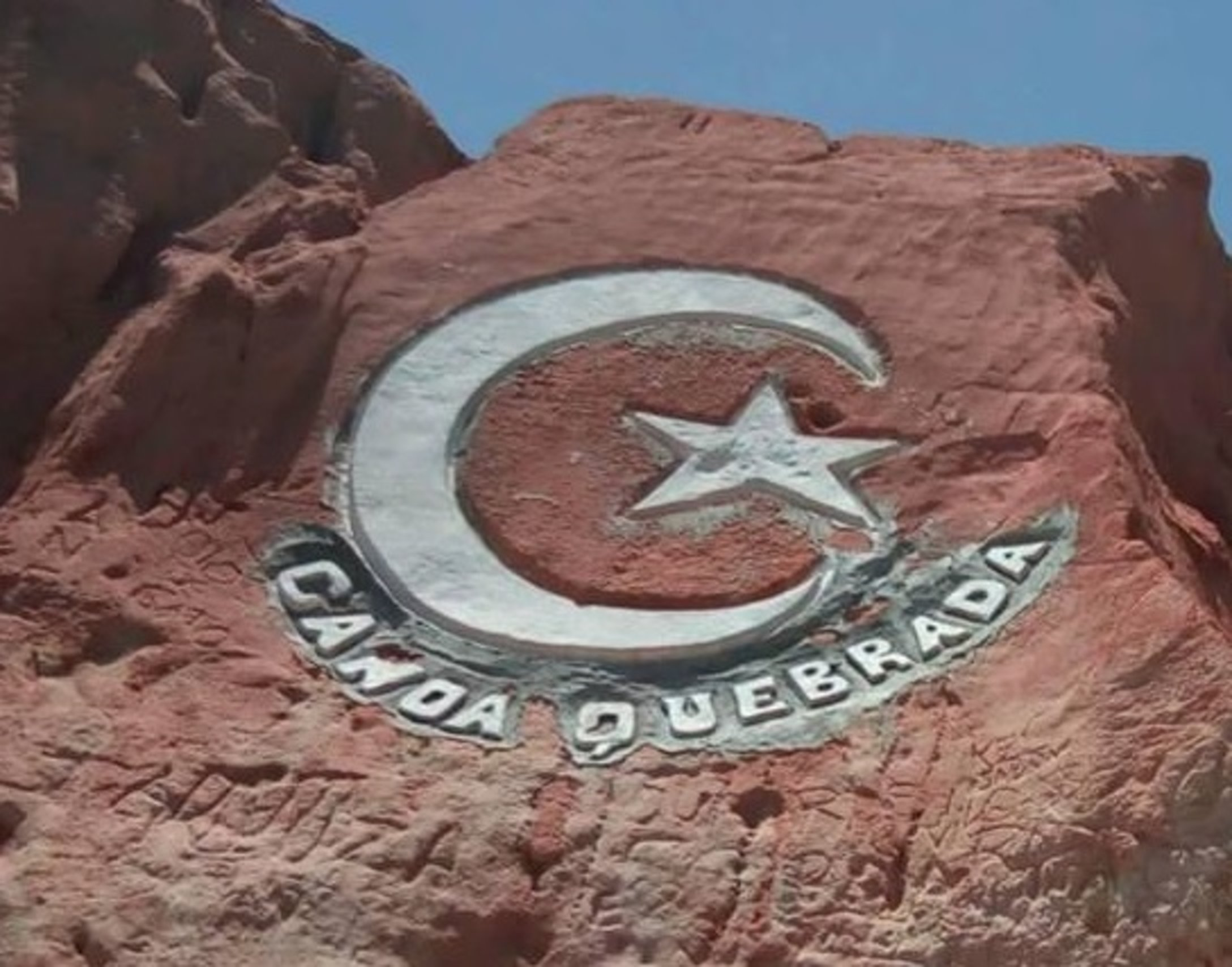
Canoa Quebradas Markenzeichen am Strand

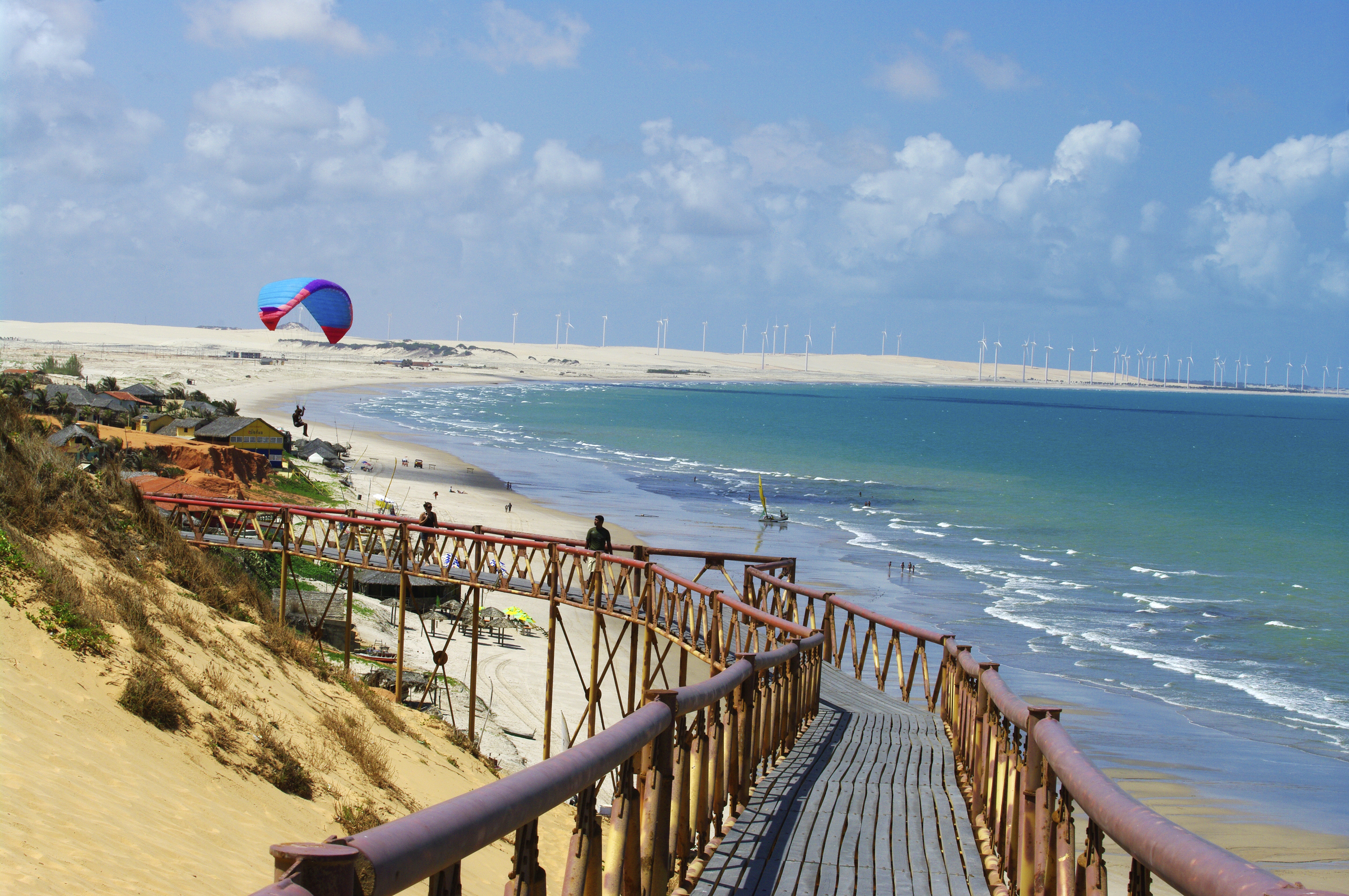
Praia de Canoa Quebrada, Strand mit Windpark

Canoa Quebrada (portugiesisch zerbrochenes Kanu) ist ein Ort an der Westküste des Bundesstaates Ceará in Brasilien. Der Ort ist etwa 164 km von der Hauptstadt Fortaleza entfernt und gehört zur Gemeinde Aracati, deren Zentrum etwa 12 km westlich liegt.
Der kleine Fischerort besitzt eine Hauptstraße mit Läden, Supermärkten, Bars und Restaurants. Unter Touristen ist die Straße als „Broadway“ bekannt. Ihr korrekter Name ist Rua Dragão do Mar.

## Klima
Das Gemeindegebiet hat tropisches Klima, As/Aw nach der Klimaklassifikation nach Köppen und Geiger mit im Südsommer höheren Niederschlägen als im Südwinter. Die Durchschnittstemperatur ist 27 °C. Die durchschnittliche Niederschlagsmenge liegt bei etwa 1000 mm im Jahr. Die Sonne scheint ganzjährig, die Regentage liegen zwischen Februar und Mai.
Koordinaten: 4° 31′ S, 37° 42′ W